# 堀之內信號場

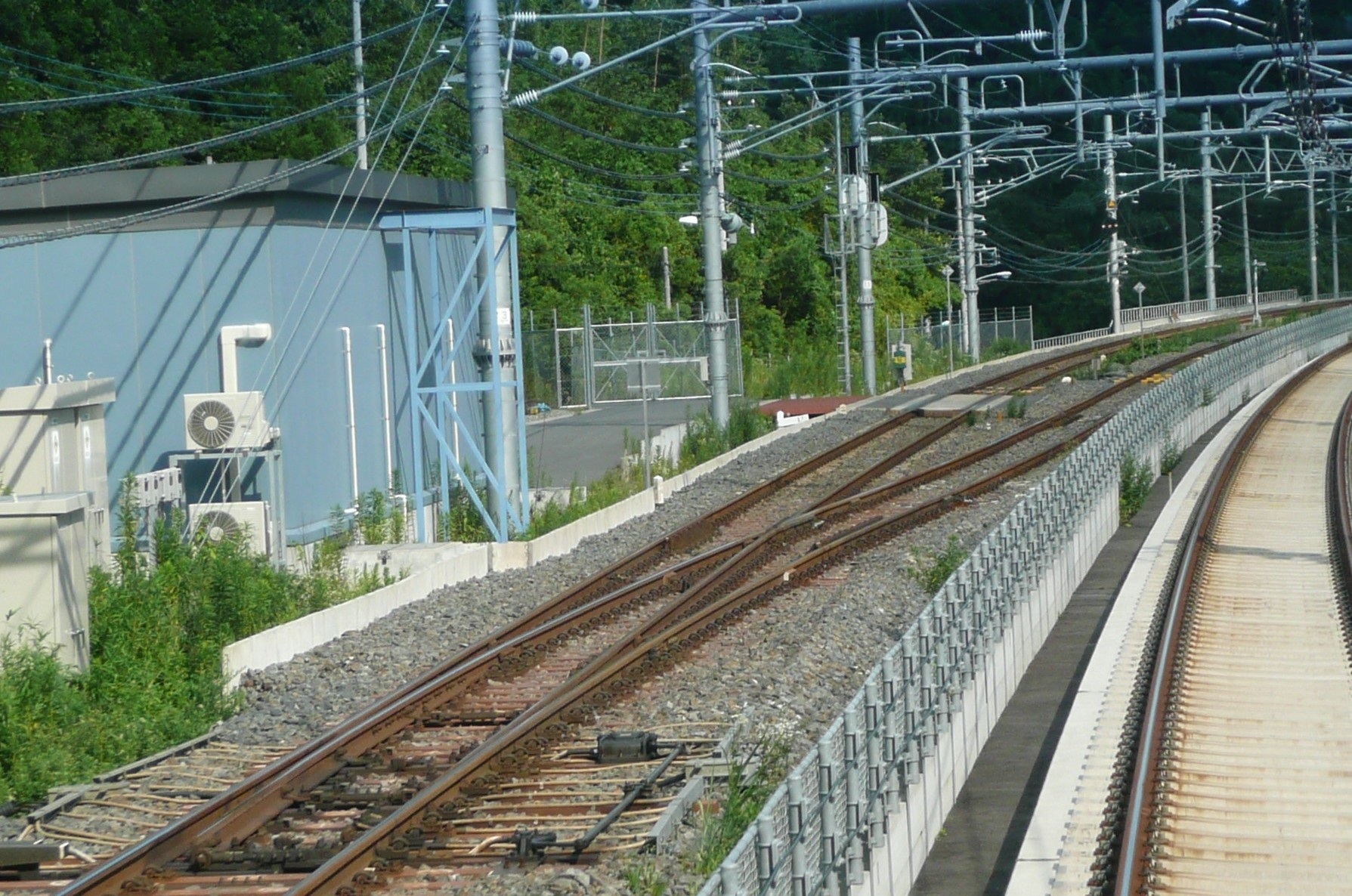
轉轍器左側軌道是堀之內信號場。右側1線是京成成田機場線（2010年7月17日）

堀之內信號場（日语：／ Horinouchi shingōjō */?）是一個位於日本千葉縣成田市堀之內，屬於東日本旅客鐵道（JR東日本）成田線（機場支線）的信號場。2009年（平成21年）3月14日啟用。

## 概要
此信號場伴隨京成電鐵成田機場線（成田Sky Access）建設，成田方代替根古屋信號場而設置的信號場。與京成電鐵本線前設於堀之內隧道附近。與京成電鐵成田機場線（成田Sky Access）的並行路段，由於軌距不同（JR東日本〈窄軌〉、京成電鐵〈標準軌〉）單線並行成為單線並列路段。
另外，屬於成田機場線（成田Sky Access）的根古屋信號場也是同樣的單線路段擴建時設置。
往首都圈（東京站、池袋站、橫濱站等）方向的特急成田特快大半在此信號場交會往成田機場的列車時會停車。此時列車會廣播正在待避。

## 構造
成田站起機場第2候機樓站方向2線並行的單線路段待避型信號場，採用一線貫通構造。

## 相鄰設置
東日本旅客鐵道
成田線（機場支線）
成田（JO 35）－（成田線分岔點，運行上視為成田站構內）－根古屋信號場－堀之內信號場－機場第2候機樓（JO 36）